# 劉柏園
劉柏園（1970年9月3日—），臺灣網路公司遊戲橘子的創辦人兼現任執行長，華夏工專機械工程科畢業。1990年時與林輝源和其他朋友合組富進軟體實驗室，後改組為富峰群資訊公司，最後改組為現在的遊戲橘子。

## 概要
擅長撰寫電玩程式、美術設計。1991年加入當時僅是一個學生課餘組織成立的富進軟體工作室。在1995年和富進軟體工作室成員共同成立富峰群資訊。
1999年發行單機遊戲「便利商店」，銷售達百萬套，造成亞洲市場風潮；同年11月，富峰群資訊正式更名為遊戲橘子數位科技股份有限公司。
劉柏園帶領遊戲橘子在海外分別成立香港、中國、日本、韓國、美國及歐洲據點。
遊戲橘子2003年自製線上遊戲「星辰」成功打進日本市場。2010年「幻月之歌」同時在香港、日本及台灣獲得玩家正面評價。